# Alberto Orzan
Alberto Orzan (født 24. juli 1931 i San Lorenzo Isontino, Italien, død 9. august 2022) var en italiensk fodboldspiller (forsvarer), der spillede fire kampe for Italiens landshold i perioden 1956-1957.
På klubplan spillede Orzan ni år hos Fiorentina. Her var han med til at vinde både et italiensk mesterskab, en Coppa Italia-titel samt Pokalvindernes Europa Cup i 1961.

## Titler
Serie A
- 1956 med Fiorentina

Coppa Italia
- 1961 med Fiorentina

Pokalvindernes Europa Cup
- 1961 med Fiorentina